# Amphilimna mirabilis
Amphilimna mirabilis är en ormstjärneart som först beskrevs av Hubert Lyman Clark 1941.  Amphilimna mirabilis ingår i släktet Amphilimna och familjen trådormstjärnor. Inga underarter finns listade i Catalogue of Life.